# Cyperns håndboldlandshold (damer)
Cyperns håndboldlandshold er det cypriotiske landshold i håndbold for kvinder som også deltager i internationale håndboldkonkurrencer.
Holdet har endnu ikke deltaget i EM eller VM i håndbold.